# Skärholmen (metropolitana di Stoccolma)
Skärholmen è una stazione della metropolitana di Stoccolma.
Situata sul territorio dell'omonima circoscrizione, la fermata sorge sul percorso della linea rossa T13 tra le stazioni Sätra e Vårberg.
La sua apertura ufficiale risale al 1º marzo 1967. Da quel giorno fino al 2 dicembre 1967 la stazione è stata un capolinea della linea T13, prima del prolungamento della tratta fino a Vårberg.
La piattaforma, accessibile dai due ingressi situati in superficie presso la via pedonale Skärholmsgången e la piazza Skärholmstorget, è collocata ad una profondità di 5 metri sotto il livello del suolo. La stazione fu progettata dallo studio di architettura Ahlgren-Olsson-Silow, mentre i suoi interni sono stati successivamente decorati dall'artista Ulf Wahlberg.
L'utilizzo medio quotidiano durante un normale giorno feriale è pari a 13.300 persone circa.

## Tempi di percorrenza
| Linea | Capolinea | Tempo  | Stazione                                                  | Tempo                              |
| T13   | Ropsten   | 31 min | Liljeholmen Slussen Gamla stan T-Centralen Östermalmstorg | 13 min 19 min 21 min 23 min 25 min |
| T13   | Norsborg  | 13 min | Liljeholmen Slussen Gamla stan T-Centralen Östermalmstorg | 13 min 19 min 21 min 23 min 25 min |